# Mesmin Florent Bernier
Pour les articles homonymes, voir Bernier.
Mesmin Florent Bernier, né le 28 janvier 1809 à Vineuil (Loir-et-Cher), et mort le 27 mai 1892 à Orléans (Loiret), est un homme politique français.

## Biographie
Mesmin Florent Bernier nait sous le Premier Empire le 28 janvier 1809 à Vineuil dans le département de Loir-et-Cher.
Il suit des études à la faculté de droit de Paris.
Il exerce la profession de notaire à Orléans de 1837 à 1868. Il y assure également la charge de président de la chambre des notaires.
Il est élu conseiller général du canton d'Orléans-Est en 1871 et devient l'un des vice-présidents du conseil général du Loiret.
Il est élu député du Loiret au cours des quatre premières législatures de la IIIe République dans la circonscription d'Orléans-ville le 20 février 1876, puis réélu les 14 octobre 1877, 21 août 1881 et 18 octobre 1885 jusqu'au 11 novembre 1889. Il siège au groupe de la Gauche républicaine et fut l'un des 363 qui refusent la confiance au troisième gouvernement d'Albert de Broglie, le 16 mai 1877.
Il est fait chevalier de la Légion d'honneur le 6 mai 1891
Il meurt à Orléans le 27 mai 1892 à l'âge de 83 ans.

## Sources
- « Mesmin Florent Bernier », dans Adolphe Robert et Gaston Cougny, Dictionnaire des parlementaires français, Edgar Bourloton, 1889-1891 [détail de l’édition]